# Concurso de triples ACB
El concurso de triples de la ACB es una competición dirigida, realizada actualmente en la show de apertura de la temporada (el Showtime ACB) y que anteriormente se realizaba en el All-Star a mitad de temporada.
En él, se reúnen los mejores triplistas de la liga, con el propósito, de llevarse el galardón de "Mejor Triplista" de la temporada.
La mecánica del concurso es la siguiente: Los jugadores realizan los lanzamientos 5 carros de 5 balones  (4 balones standars y 1 tricolor) en un tiempo máximo de 60 segundos. Por cada balón estándar anotado, se suma 1 punto. Por cada balón tricolor anotado, se suman dos puntos. Si el jugador acaba sus lanzamientos en el tiempo descrito, podrá lanzar el "triple mágico", desde 8 metros, que otorga 4 puntos. La puntuación máxima es de 34 puntos.
Actualmente, se realizan 3 rondas: cuartos de final, semifinales y final, quedando excluidos en cada una de ellas, las 4, 2 y 1 peores puntuaciones de cada ronda.
En la edición de Madrid en 2012 no hubo "triple mágico" y se realizaron dos rondas: de la primera se clasificaban los 3 máximos anotadores y en la segunda se decidía el ganador entre esos 3.

## Ganadores del concurso de triples por temporada
Destacados en color pastel los concursos organizados por la ULEB.

## Tabla de ganadores
| Jugador          | Títulos |
| ---------------- | ------- |
| Louis Bullock    | 3       |
| Mark Davis       | 2       |
| Alberto Herreros | 2       |
| Sergiy Gladyr    | 2       |
| Josh Ruggles     | 2       |
| Jaycee Carroll   | 2       |

- Datos: Q5781250